# Svarttjärnen (Nordmalings socken, Ångermanland, 707344-168803)
Svarttjärnen är en sjö i Nordmalings kommun i Ångermanland och ingår i Öreälvens huvudavrinningsområde. Svarttjärnen ligger i Öreälven Natura 2000-område.